# Tekken 8
Tekken 8 (яп. 鉄拳8) відеогра в жанрі файтинг, розроблена Bandai Namco Studios та Arika. Bandai Namco Entertainment випустила гру для PlayStation 5, Windows, та Xbox Series X та Series S 26го січня 2024 року. Це восьма канонічна частина серії й одинадцята гра загалом в серії Tekken. Сюжетний режим гри, названий Пробудження Темряви, починається через півроку після подій гри Tekken 7 та сфокусований на фінальному протистоянні двух головних героїв серії, батька й сина Кадзуї Мішіми та Джіна Кадзами, де останній намагається вбити першого задля того, щоб зупинити хаос у всьому світі, викликаний конфронтаціями в його сім'ї. Сюжет гри включає в себе 32 старих та нових персонажів, кожен з яких має свій нарратив, важливий для загального сюжету.
Розробка Tekken 8 вперше була анонсована в серпні 2022 року на виставці "Evo 2022", з офіційною презентацією наступного місяця на заході Sony State of Play. Фокусуючись на більш агресивному тоні, Tekken 8 була розроблена на Unreal Engine 5, і включатиме в себе нові елементи файтингу та вдосконалення старих механік. Наприклад, Tekken 8 вводить нову механіку, відому як система "Heat" ("Спека") та серія ударів "Tornado". Також додано "Arcade Quest", що включає турніри, аркадні фішки, користувацькі аватари та спеціальну ігрову "валюту".
Тестування пройшли в липні та в жовтні 2023 року, задля забезпечення стабільності гри перед випуском, а демо-версія гри була доступна в грудні 2023 року. На релізі гра отримала в цілому позитивну оцінку як від критиків, так і від гравців. Багато критиків відмічали, що гра в цілому прогресує, як і її агресивний геймплей. Багато пулікацій відмічали Tekken 8 як кращу гру серії з часів Tekken 3.

## Ігровий процес
Tekken 8 слідує тому ж формату файтингу, що й інші ігри серії. Кацухіро Харада, продюсер гри, заявив, що Tekken 8 буде "більш агресивним" за Tekken 7, зауважуючи, що система буде винагороджувати проактивних гравців.
Tekken 8 включає низку технологічних апдейтів та переробку старих механік. Система "Rage" ("лють") повертається в Tekken 8 зі змінами. До прикладу, прийом "Rage Drive" було перероблено в "Heat Smash" для системи "Heat". Також деякі арени стануть ще більш інтерактивними, порівняно з попередньою частиною гри.

### Система "Heat"
В гру додана повністю нова механіка. Так, щоб мотивувати гравців частіше пробувати нападати, а не оборонятися й вичікувати вдалого моменту для атаки, було створено систему «Heat» (з англ. — «Спека»). За словами розробників, система була натхненна поведінкою професійних гравців у Tekken під час кіберспортивних турнірів: левова частка з них використовувала оборонну тактику та рідко йшла у відкритий напад, боячись підставитися під удар супротивника. Кацухіро Харада додав, що із цією системою вони сподіваються зробити Tekken 8 не тільки більш цікавою грою, а й більш видовищною кіберспортивною дисципліною.
Після активації режиму боєць підсвічується синьою аурою. Активація дозволить гравцеві отримати деякі переваги, такі як: використовувати певні посилені прийоми, недоступні поза дією режиму «Heat», а також забирати у противника обмежену кількість здоров'я, навіть якщо атака гравця потрапила в блок — шкоду від таких атак можна буде відновити тільки за допомогою шкали "Recovery". Гравець може перейти в цей режим лише один раз за раунд, а час його використання обмежений 10 секундами.

## Сюжет
Через шість місяців після смерті Хейхачі Мішіми, Джін Кадзама разом із Ларсом Александерссоном і Лі Чаоланом із повстанської армії Ігґдрасіль влаштовують засідку на Кадзую Мішіму на Мангеттені, Нью-Йорк. Засідка зазнає невдачі і Джін програє поєдинок своєму батьку у формі диявола, після чого він змушений спостерігати, як Кадзуя вбиває мільйони людей у місті, через що його переслідує видіння, як Огр, здавалося б, убив його матір Джун. Серед хаосу Кадзуя, який тепер відкрито показує публіці свою форму диявола, оголошує новий Турнір Короля Залізного Кулака, де представники різних націй борються один з одним. Нація-переможець буде винагороджена, а нації, що програли, чекає знищення.
Через тиждень, під час відбіркового турніру Короля Залізного Кулака, Джін, відновлюючись від травм, проводить спаринг із Ларсом, де він виявляє, що більше не може активувати свої сили диявола за бажанням. Після короткої розмови з Алісою Босконович, Джін приймає рішення приєднатися до відбіркового турніру в Японії. Там він зустрічає Рейну, студентку політехніки Мішіма, чия бойова майстерність нагадує Хейхачі, його діда. Джіну вдається забезпечити собі місце в головному турнірі, перемігши Рейну та свого старого суперника Хварана, час від часу демонструючи сплески своїх диявольських здібностей у бою. Після битви Рейна просить приєднатися до Дзіна в його боротьбі проти Кадзуї. Однак, без відома всіх, Рейна є незаконнонародженою Мішімою і прагне з’ясувати, як Джін і Кадзуя активують свої сили диявола.
В Римі тим часом Клаудіо Серафіно, Зафіна та Лін Сяою спостерігають за турніром. Зафіна, в руці якої запечатана демонічна істота Азазель, попереджає Клаудіо, що Кадзую потрібно зупинити та що їм потрібно шукати Джіна, щоб допомогти йому відновити всю свою силу та відродитися зіркоб надії для всього людства. Тим часом Лео Кляйзен разом з батьком Нікласом прибувають на базу Іггдрасіль, де останній розкриває свої дослідження про Азазеля та Ген диявола. Він розповідає, що Азазель передав ген стародавній людині, створивши дияволів, щоб ті діяли його слугами, і щоб отримати доступ до його сили, потрібно мати сильне бажання. Клан Хачідзьо, від якого походять Джін і Кадзуя через покійну дружину Хейхачі Кадзумі, є одними з нащадків кланів слуг.
На головному турнірі в Римі Ларс зустрічається з лідером спеціальних сил ООН і засновником Загону Воронів Віктором Шевальє, який погоджується підтримати Іггдрасіль у захопленні Кадзуї, тоді як Клаудіо, Зафіна та Сяоюй незалежно проникають на турнір. Джін перемагає Ліроя Сміта, американського представника турніру, який потім навчає Джіна позбуватися своїх страхів і слідувати своєму серцю, а також вдячний за його героїзм під час нападу Кадзуї на його рідний Мангеттен. Кадзуя влаштовує засідку на Зафіну, показуючи, що турнір був підтасовкою. Зламавши печать на руці Зафіни, Кадзуя воскрешає Азазеля та перемагає його, поглинаючи його силу, щоб стати Справжнім Дияволом. Намагаючись виграти час для втечі Джіна та його союзників, Клаудіо використовує свої сили та ранить Кадзую, за що розплачується своїм життям. Все ще борючись із силами Азазеля, Кадзуя відступає.
Вірячи, що є спосіб відновити контроль над своїми силами диявола, Джін вирушає в подорож до святилища Кадзама, глибоко в лісах Якусіми, де Джун, ймовірно, загинула від рук Огра. Кадзуя переміщує свої війська до Якусіми, маючи намір уповільнити Джіна та знищити армію повстанців. Коаліція Іггдрасіля, ООН і кількох бійців з турніру, включаючи Ліроя та Рейну, бореться проти сил корпорації G Кадзуї, очолюваних Ніною Вільямс та кількома іншими бійцями турніру, тоді як Сяоюй одноосібно захищає Джіна від масового нападу роботів Джек-7. Потім з’являється Кадзуя, винищуючи обидві сторони. Ларс відступає до лісу, щоб захистити Джіна від Кадзуї, а Рейна, вважаючи, що близька смерть пробудить у ній якусь силу, дозволяє Кадзуї себе вбити.
Глибоко у своїй підсвідомості Джін зустрічає свого диявола, який потім висміює попередні невдачі та злочини Джіна. Після тривалої боротьби з самим собою, Джін нарешті приймає свою темну сторону  та відновлює повний контроль над своїми силами, якраз вчасно, щоб врятувати Ларса від нападу Кадзуї. Кадзуя планує знищити острів, але Джін зупиняє вибух. Побачивши видіння Джун, яка підбадьорює його, Джін прокидається у формі янгола та атакує Кадзую. Кадзуя та Джін борються аж до космосу, а вибух, викликаний сплеском двох енергі, очищає диявольські гени один одного і навіть самого Азазеля. Повернувшись на Землю, Джін і Кадзуя вступають у останню битву, у якій Джін виходить переможцем, а Кадзуя залишається без свідомості. Нарешті звільнившись від прокляття Дияволського Гена, він дякує Дзюн та йде з Сяоюй. До Кадзуї, який все ще був непритомний, підходить начебто жива Джун.
Під час титрів, коли світ святкує своє звільнення від тиранії корпорації G, деякі учасники турніру, включно з тими, хто раніше був пов’язаний з Кадзуєю під час битви за Якусіму, допомагають у відновленні Мангеттена. Лео та Ніклас продовжують свою експедиція, Іґдрасіль та спеціальні сили ООН святкують свої успіхи, а Зафіна та Клаудіо показані живими.
У середині титрів показано, як Рейна пережила напад Кадзуї. Поклявшись помститися за свого батька Хейхачі, вона пробуджується у формі диявола, виявляючи, що володіє диявольським геном.

## Персонажі
На виході гри доступно 33 ігрових персонажі (включно з косметичними формами та однією ексклюзивною трансформацією "Heat") в ростеріTekken 8. Також анонсовано перший сезон DLC, що додасть ще чотирьох бійців у ростер. На додачу в грі є 2 неігрових персонажа-босса, а також один спеціальний персонаж, доступний тільки в окремих івентах.

### Нові персонажі
- Ангел Джін: Янгольска трансформація Джіна Кадзами, викликана очищающими силами Кадзама. За нього можна грати тільки в режимі "Пробудження Пітьми".
- Азуцієна Мілагрос Ортіз Кастільо: безстрашна перувіанська бійчиня MMA та донька кавового магната.
- Jack-8: новітній апгрейд робота Jack, з новою зовнішністю та озвучкою.
- Reina: Японський підліток у фіолетовому одягу, який навчається в Мішімській політехніці. Вона є донькою Хейхачі Мішіми і володіє геном диявола. Окрім Тайдо, вона практикує карате в стилі Мішіма, що дає підстави вважати її заміною персонажа Хейхачі в ростері (до останнього оновлення, в якому персонажа Хейхачі знову додали як окремого бійця).
- Віктор Шевальє: легендарний ветеран війни, адмірал і супершпигун ООН з французького королівського лицарського роду, а також гросмейстер-засновник Загону Воронів під кодовою назвою «Примарний Ворон», хоча він не використовує її. Боєць ближнього бою, який використовує ніж та керамбіт, пістолет, технологію телепортації, гранати та катану.

### Старі персонажі
- Аліса Босконович
- Анна Уільямс
- Аска Кадзама
- Азазель
- Браян Ф'юрі
- Клаудіо Серафіно
- Диявол Джін
- Jack-7
- Джін Кадзама
- Джун  Кадзама
- Йосіміцу
- Кадзуя Мішіма / Диявол Кадзуя
- King II
- Kuma II
- Ларс Александерссон
- Лі Чаолан
- Лео Кляйзен
- Лірой Сміт
- Лілі Де Рошфор
- Лін Шяою
- Лідія Собеська
- Маршал Лоу
- Ніна Уільямс
- Панда
- Пол Фенікс
- Рейвен
- Сергій Драгунов
- Стів Фокс
- Шахін
- Фенг Уей
- Хваран
- Зафіна

## Музика
Музична тема Tekken 8 «Mastery» виконується гуртом The Last Rockstars. Офіційний саундтрек було попередньо випущено в цифровому вигляді в той же день, що й реліз гри. Фізично його буде випущено на чотирьох компакт-дисках 13 березня 2024 року.

## Оцінки
| Агрегатор  | Оцінка                                 |
| ---------- | -------------------------------------- |
| Metacritic | (PC) 93/100 (PS5) 90/100 (XSXS) 87/100 |

| Видання               | Оцінка  |
| --------------------- | ------- |
| Digital Trends        | [ 4 ]   |
| Eurogamer             | [ 5 ]   |
| Game Informer         | 8.25/10 |
| GameSpot              | 8/10    |
| GamesRadar+           | [ 8 ]   |
| Hardcore Gamer        | [ 9 ]   |
| IGN                   | 9/10    |
| Jeuxvideo.com         | 18/20   |
| NME                   | [ 12 ]  |
| PC Gamer (США)        | 89/100  |
| PCGamesN              | 9/10    |
| Push Square           | [ 15 ]  |
| Shacknews             | 10/10   |
| Video Games Chronicle | [ 17 ]  |
| VG247                 | [ 18 ]  |
| VideoGamer.com        | 10/10   |

«Tekken 8» отримала «загальне визнання» від критиків за версії для ПК і PS5, а версія для Xbox Series X/S отримала «загалом схвальні відгуки».